# Paul Bostaph
Paul Steven Bostaph (født 6. marts 1964 i San Francisco, Californien) er en heavy metal trommeslager, som har spillet med Forbidden (oprindeligt "Forbidden Evil"), Exodus, Testament og Systematic. Han spiller i øjeblikket med Slayer.

## Biografi
Efter Dave Lombardo forlod Slayer i 1992, forlod Bostaph Forbidden for at spille med Slayer. Han færdiggjorde en kort turne på den amerikanske vestkyst og i Europa med Slayer, deriblandt Castle Donington Festivalen. Bandet tog sig en pause resten af 1992 efter at have indspillet sangen "Disorder" med rapperen Ice-T til filmen Judgement Night. I denne periode turnerede Bostaph med Testament i USA i to måneder. Han forlod bandet i 1996 for at koncentrere sig om sit soloprojekt, "The Truth About Seafood", som han havde arbejdet med on/off i sin tid med Forbidden, og kom derefter tilbage til Slayer i januar 1997.
Bostaph forlod Slayer efter udgivelsen af albummet God Hates Us All i 2001, hvorefter den oprindelige trommeslager Lombardo vendte tilbage. Bostaph begyndte senere at spille i bandet Exodus i 2005, dog ikke som officielt medlem. Han medvirket på Exodus-albummet, Shovel Headed Kill Machine. Bostaph har turneret med Testament på deres genforenings-turné i 2006.
Bostaph forlod Exodus i 2007, hvorefter han blev genforenet med Testament, for igen i 2013 at blive medlem af Slaye.

## Diskografi

### Med Forbidden
- Forbidden Evil (1988)
- Twisted into Form (1990)

### Med Testament
- Return to the Apocalyptic City (1993)
- The Formation of Damnation (2008)

### Med Slayer
- Divine Intervention (1994)
- Undisputed Attitude (1996)
- Diabolus in Musica (1998)
- God Hates Us All (2001)
- Repentless (2015)

### Systematic
- Pleasure to Burn (2003)

### Med Exodus
- Shovel Headed Kill Machine (2005)

### Queensrÿche featuring Geoff Tate
- - Frequency Unknown (2013)

## Fodnoter
1. ↑  "Slayer: Lombardo's back!". Kerrang!. 2002-01-03. Hentet 2006-12-02.